# Ramona Brussig
Pour les articles homonymes, voir Brussig.
Ramona Brussig, née le 20 mai 1977 à Leipzig, est une judokate handisport allemande, double championne paralympique en moins de 57 puis en moins de 52 kg. Elle est la sœur jumelle de la championne paralympique de judo Carmen Brussig, qui est née 15 minutes avant elle.

## Carrière
Lors de ses premiers Jeux paralympiques en 2004 à Athènes (Grèce), elle remporte la médaille d'or dans la catégorie des -57 kg en battant l'Espagnole Marta Arce Payno (en). Aux Jeux paralympiques de Pékin (Chine), elle est battue en finale par la Chinoise Wang Lijing (en).
Pour ses troisièmes Jeux, à Londres en 2012, elle est reclassée dans la catégorie des moins de 52 kg et gagne le titre paralympique pour la seconde fois de sa carrière, battant cette fois la Chinoise Lijing en finale,. Vingt-quatre heures avant, sa sœur jumelle Carmen, remporte le titre paralympique en moins de 48 kg. En 2016 à Rio, elle perd en finale face à la Française Sandrine Martinet-Aurières.
Elle est également détentrice de quatre titres mondiaux et de six titres européens.